# Mistrzostwa Świata w Biathlonie 2017 – sztafeta mężczyzn
Sztafeta mężczyzn na Mistrzostwach świata w biathlonie 2017 odbyła się 18 lutego w Hochfilzen. Tytułu z 2016 w Oslo nie obronili Norwedzy, zajmując ósme miejsce. Tytuł mistrzów świata wywalczyli Rosjanie, przed Francuzami i Austriakami. Polska sztafeta w składzie: Łukasz Szczurek, Grzegorz Guzik, Andrzej Nędza-Kubiniec i Rafał Penar została zdublowana z czterema innymi zespołami i zajęła 24. miejsce. Łącznie wystartowało 26 sztafet narodowych.

## Wyniki
| Miejsce | Nr | Zespół                                                                                        | Czas                                      | Strzały (P+S)                           | Strata   |
| ------- | -- | --------------------------------------------------------------------------------------------- | ----------------------------------------- | --------------------------------------- | -------- |
| 01 !    | 2  | Rosja · Aleksiej Wołkow · Maksim Cwietkow · Anton Babikow · Anton Szypulin                    | 1:14:15,0 18:49,2 18:35,0 18:57,7 17:53,1 | 0+1 0+2 0+1 0+1 0+0 0+0 0+0 0+1         | –        |
| 02 !    | 5  | Francja · Jean-Guillaume Béatrix · Quentin Fillon Maillet · Simon Desthieux · Martin Fourcade | 1:14:20,8 18:34,6 18:40,9 19:18,9 17:46,4 | 0+4 0+0 0+0 0+0 0+1 0+0 0+3 0+0 0+0 0+0 | +5,8     |
| 03 !    | 6  | Austria · Daniel Mesotitsch · Julian Eberhard · Simon Eder · Dominik Landertinger             | 1:14:35,1 18:50,3 18:39,3 18:52,8 18:12,7 | 0+4 0+6 0+0 0+1 0+2 0+2 0+1 0+2 0+1 0+1 | +20,1    |
| 4.      | 1  | Niemcy · Erik Lesser · Benedikt Doll · Arnd Peiffer · Simon Schempp                           | 1:14:44,6 18:29,2 19:19,1 18:47,4 18:08,9 | 0+4 0+4 0+0 0+0 0+1 0+3 0+2 0+1 0+1 0+0 | +29,6    |
| 5.      | 8  | Włochy · Lukas Hofer · Dominik Windisch · Giuseppe Montello · Thomas Bormolini                | 1:15:45,8 18:48,8 18:27,1 19:37,6 18:52,3 | 0+3 0+2 0+1 0+1 0+0 0+0 0+0 0+1 0+2 0+0 | +1:30,8  |
| 6.      | 4  | Ukraina · Artem Pryma · Serhij Semenow · Władimir Siemakow · Dmytro Pidruczny                 | 1:15:56,3 18:43,1 18:40,3 19:29,6 19:03,3 | 0+6 0+4 0+1 0+0 0+0 0+1 0+2 0+1 0+3 0+3 | +1:41,3  |
| 7.      | 18 | Stany Zjednoczone · Lowell Bailey · Leif Nordgren · Tim Burke · Sean Doherty                  | 1:16:05,5 18:41,6 18:51,6 19.49,9 18:42,4 | 0+4 0+4 0+1 0+0 0+0 0+1 0+1 0+3 0+2 0+0 | +1:50,5  |
| 8.      | 3  | Norwegia · Ole Einar Bjørndalen · Emil Hegle Svendsen · Tarjei Bø · Johannes Thingnes Bø      | 1:16:37,3 18:59,9 19:00,1 19.44,6 18:52,7 | 0+3 1+5 0+0 0+2 0+1 0+0 0+0 1+3 0+2 0+0 | +2:22,3  |
| 9.      | 9  | Bułgaria · Krasimir Anew · Anton Sinapow · Michaił Kleczerow · Władimir Iliew                 | 1:17:05,3 18:41,4 19:57,8 19.24,8 19:01,3 | 0+3 1+4 0+1 0+0 0+0 1+3 0+0 0+1 0+2 0+0 | +2:50,3  |
| 10.     | 7  | Czechy · Tomáš Krupčík · Ondřej Moravec · Michal Šlesingr · Michal Krčmář                     | 1:17:25,0 19:59,8 19:06,3 19.16,4 19:02,5 | 0+7 1+8 0+1 1+3 0+1 0+1 0+3 0+2 0+2 0+2 | +3:10,0  |
| 11.     | 16 | Szwecja · Torstein Stenersen · Jesper Nelin · Sebastian Samuelsson · Fredrik Lindström        | 1:17:25,1 18:50,9 19:28,5 20.50,1 18:15,6 | 0+4 1+7 0+0 0+1 0+2 0+3 0+2 1+3 0+0 0+0 | +3:10,1  |
| 12.     | 14 | Słowacja · Matej Kazár · Martin Otčenáš · Tomáš Hasilla · Michal Šíma                         | 1:17:44,0 19:09,0 19:24,0 19.53,9 19:17,1 | 0+6 0+3 0+1 0+0 0+2 0+1 0+3 0+2 0+0 0+0 | +3:29,0  |
| 13.     | 11 | Kanada · Christian Gow · Scott Gow · Macx Davies · Brendan Green                              | 1:17:50,5 19:08,5 19:38,6 19.58,1 19:05,3 | 0+6 0+4 0+2 0+1 0+0 0+0                 | +3:35,5  |
| 14.     | 12 | Kazachstan · Jan Sawicki · Wasilij Podkorytow · Maksim Braun · Anton Pantow                   | 1:18:01,4 19:10,4 20:05,1 19.30,3 19:15,6 | 1+7 0+5 0+1 0+2 1+3 0+1 0+1 0+2 0+2 0+0 | +3:46,4  |
| 15.     | 22 | Japonia · Mikito Tachizaki · Tsukasa Kobonoki · Junji Nagai · Kosuke Ozaki                    | 1:18:08,1 19:08,0 19:43,3 19.55,2 19:21,6 | 0+5 0+7 0+0 0+3 0+2 0+1 0+0 0+3 0+3 0+0 | +3:53,1  |
| 16.     | 10 | Szwajcaria · Jeremy Finello · Benjamin Weger · Mario Dolder · Serafin Wiestner                | 1:18:47,5 19:59,4 18:47,0 20.55,4 19:05,7 | 0+5 2+7 0+3 0+2 0+0 0+0 0+1 2+3 0+1 0+2 | +4:32,5  |
| 17.     | 21 | Rumunia · George Buta · Gheorghe Pop · Cornel Puchianu · Remus Faur                           | 1:19:28,3 19:56,1 20:28,1 19.27,6 19:36,5 | 0+6 0+6 0+2 0+1 0+0 0+2 0+1 0+2 0+3 0+1 | +5:13,3  |
| 18.     | 13 | Słowenia · Miha Dovžan · Klemen Bauer · Rok Tršan · Lenart Oblak                              | 1:19:35,0 19:33,0 18:55,4 20.43,9 20:22,7 | 0+7 0+7 0+1 0+1 0+0 0+2 0+3 0+2         | +5:20,0  |
| 19.     | 17 | Białoruś · Uładzimir Czapielin · Maksim Warabiej · Dzmitryj Abaszeu · Siergiej Boczarnikow    | 1:19:55,1 19:30,5 21:32,0 19.40,4 19:12,2 | 0+5 4+7 0+1 1+3 0+2 3+3 0+0 0+0 0+3 0+1 | +5:40,1  |
| 20.     | 19 | Finlandia · Mikko Loukkaanhuhta · Tuomas Grönman · Olli Hiidensalo · Tero Seppälä             | 1:20:08,2 20:01,6 21:02,7 19.31,9 19:32,0 | 1+4 0+4 0+1 0+1 1+3 0+1 0+0 0+0 0+0 0+2 | +5:53,2  |
| 21.     | 15 | Estonia · Rene Zahkna · Kauri Kõiv · Roland Lessing · Kalev Ermits                            | 1:20:39,8 19:41,7 20:15,5 20.09,7 20:32,9 | 0+3 2+9 0+0 0+2 0+1 0+2 0+2 0+2 0+0 2+3 | +6:24,8  |
| 22.     | 24 | Łotwa · Andrejs Rastorgujevs · Daumants Lūsa · Aleksandrs Patrijuks · Ilmārs Bricis           | 1:21:07,2 19:35,4 20:12,7 20.17,9 21:01,2 | 0+1 1+6 0+0 1+3 0+0 0+1 0+1 0+2 0+0 0+0 | +6:52,2  |
| 23.     | 25 | Korea Południowa · Kim Jong-min · Lee In-bok · Kim Yong-gyu · Heo Seon-hoe                    | LAP 20:40,2 20:05,4 20.32,8               | 0+2 0+3 0+0 0+1 0+0 0+0 0+1 0+2 0+1     | 9:99,8 ! |
| 24.     | 20 | Polska · Łukasz Szczurek · Grzegorz Guzik · Andrzej Nędza-Kubiniec · Rafał Penar              | LAP 20:12,8 20:46,7 20.37,6               | 1+6 0+2 0+2 0+1 1+3 0+0 0+0 0+1 0+1     | 9:99,8 ! |
| 25.     | 23 | Litwa · Tomas Kaukėnas · Karol Dąbrowski · Vytautas Strolia · Rokas Suslavičius               | LAP 20:10,4 21:14,7 20.28,3               | 0+4 2+7 0+0 1+3 0+2 1+3 0+2 0+1 0+0     | 9:99,8 ! |
| 26.     | 26 | Wielka Brytania · Scott Dixon · Marcel Laponder · Vinny Fountain · Alex Gleave                | LAP 20:09,3 21:59,4                       | 3+4 0+4 0+0 0+1 0+1 0+3 3+3             | 9:99,8 ! |